# خير الدين مراد
خير الدين مراد (مواليد 1950 بالدار البيضاء) شاعر وكاتب مغربي يكتب باللغة الفرنسية. ألّف عدة أشعار وروايات، وقام بكتابة سيناريو فيلم السر المطروز للمخرج عمر الشرايبي سنة 2001.

## أعماله

### شعر
- Le Chant d'Adapa
- Pollen
- Le Chant à l'indien

### روايات
- Les Dunes vives
- Marrakech et la Mamounia